# Групова збагачувальна фабрика «Привільнянська»
Групова збагачувальна фабрика «Привільнянська» — збагачувальна фабрика, збудована за проєктом інституту «Південдіпрошахт» у 1953 році як індивідуальна фабрика для збагачення довгополум'яного вугілля шахти «Привільнянська-Південна» з виробничою потужністю 300 тис. тонн на рік. Згодом потужність була підвищена до 1050 тис. тонн.

## Характеристика
Передбачені проєктом мийні жолоби для класу 13—100 мм були у 1985 році змінені на відсаджувальну машину. Фабрика продовжує працювати за спрощеною технологічною схемою і до цього часу при завантаженні у межах можливостей видобувних підприємств холдингової компанії «Лисичанськвугілля». Суттєвим досягненням за період існування фабрики була рекордно висока продуктивність праці серед вуглезбагачувальних підприємств України в 1960—1970-ті роки на рівні 1000 рядового вугілля в місяць на одного трудящого.
Місцезнаходження: м. Привілля, Луганська обл., залізнична станція Новодружеська.